# Apocalypse (banda)
Apocalypse é uma banda brasileiras de rock progressivo criada no ano de 1983, tendo lançado vários álbuns no Brasil e exterior. Influenciada desde o início pelo art rock de bandas como Yes, Rush, Genesis, Pink Floyd, ELP e Marillion, a banda conta com um grande repertório próprio de composições, atualmente com versões também para o inglês. A banda excursionou pelos Estados Unidos e pelo Brasil; gravou três DVDs, dez CDs participando de coletâneas internacionais na Espanha, França e Estados Unidos com composições próprias.

## História
A Apocalypse surgiu em 1983, em Caxias do Sul, na Serra Gaúcha, quando Eloy Fritsch formou uma banda de rock com colegas de escola. Inspirado nos grupos Pink Floyd, Yes, Genesis, Rush, ELP e Marillion, o grupo sempre esteve na ativa, tocando art rock.
Em 1989 ganharam o Primeiro Circuito de Rock da Região da Serra com a composição própria "Só Você". A canção fez parte de uma coletânea gravada com outras bandas gaúchas da década de 1980. No mesmo ano venceu o Festpop e gravou seu primeiro LP em 1990. Três anos depois, a banda aperfeiçoou seu trabalho, passando a compor um repertório art rock e gravando os CDs Perto do Amanhecer, Aurora dos Sonhos, Lendas Encantadas e Refúgio que foram lançados na Europa pela gravadora francesa MUSEA. Em suas letras, a banda aborda temas como a defesa da natureza, conflitos existenciais, fantasia, misticismo, liberdade e ficção científica.
A Apocalypse participou de grandes festivais de rock como o Rio ArtRock Festival, no Rio de Janeiro, Planeta Atlântida no Rio Grande do Sul, ambos em 1998, o Festival ProgDay, realizado nos Estados Unidos em 1999 e o Rock Symphony for the Records, no Rio de Janeiro em 2005, oportunidade em que gravou o seu primeiro DVD.  Em 2006 participou do Rock in Concert Brazil Festival abrindo para a banda inglesa Uriah Heep no Canecão.
No dia 11 de setembro de 2011 o Apocalypse apresentou suas composições com a Orquestra de Sopros e o Coral Municipal de Caxias do Sul. O  Concerto intitulado Rock Sinfônico reuniu mais de 80 músicos no palco do Teatro da Universidade de Caxias do Sul sob a regência do maestro Gilberto Salvagni. No repertório algumas das melhores composições dos álbuns Perto do Amanhecer e The Bridge of Light: Follow the Bridge, Blue Earth, Refuge, Last Paradise, Ocean Soul e Cut. Ainda no ano de 2011 o Apocalypse lançou a caixa comemorativa The Apocalypse 25th Anniversary Box Set reunindo um DVD com o shows, o CD ao vivo Magic Spells, um livro escrito pelo jornalista e produtor Eliton Tomasi contando toda história da banda e, por fim, o álbum de estúdio 2012 Light Years from Home.
No dia 9 de maio de 2012 o Apocalypse recebeu o Prêmio Açorianos de Música - Menção Especial no Theatro São Pedro em Porto Alegre. Nesta mesma cerimônia o vocalista Gustavo Demarchi também recebeu o prêmio de melhor design gráfico por ter criado a arte para o Box Set de 25anos - The Apocalypse 25th Anniversay Box Set.
Em 26 de maio de 2013 o Apocalypse abriu o show do grupo inglês Yes - ícone do rock progressivo mundial. O show ocorreu no Auditório Araújo Viana em Porto Alegre (RS) para aproximadamente 3 mil pessoas. No mesmo ano o DVD The Bridge of Light é lançado na Europa pela gravadora Musea.

## Formação atual
- Gustavo Demarchi (vocal e flauta)
- Eloy Fritsch (teclados)
- Ruy Fritsch (guitarra)
- Daniel Motta Santos (baixol)
- Rainer Steiner (bateria)

## Discografia

### Álbuns de estúdio
- Apocalypse (1991, Brasil)
- Perto do Amanhecer (1995, França e Brasil)
- Aurora dos Sonhos (1996, França)
- Lendas Encantadas (1997, França)
- Refugio (2003, Brasil e França)
- 2012 Light Years From Home (2011)

### Álbuns ao vivo
- Live in USA (2001, CD duplo com CD-ROM e videoclipe)
- Live in Rio (2007)
- The Bridge of Light (2008)
- Magic Spells (2010)

### Coletâneas
- The Best of Apocalypse (1998)

### DVDs
- Apocalypse - Live in Rio (2007)
- Apocalypse - The 25th Anniversary Concert (2010)
- The Bridge of Light (2013)

### BOX SET
- Apocalypse - The 25th Anniversary Box Set - Livro + 2 CDs + DVD + Poster (2011)

### LIVRO
- Apocalypse - The 25th Anniversary Book - The Apocalypse History. Eliton Tomasi, Evangraf, Porto Alegre, 2011. (2011)

### Participação em coletâneas nacionais
- Circuito de Rock (1989, com a faixa "Só Você")
- Rio Art Rock Festival (1999, com a faixa "Corta")

### Participação em coletâneas internacionais
- Le Melleur du Progressif Instrumental (1996, França, com a faixa "Notre Dame")
- ProgDay Encore (2001, Estados Unidos, com as faixas "Corta", "Jamais Retornarei", "Clássicos (Rock Version)")
- Margen - Music from the Edge Vol. l6 (2002, Espanha, com a faixa "Refúgio")
- Classic Rock Society - New Species 09 (2013, Inglaterra, com a faixa "New Sunrise")

### Outros álbuns
- Magic 2004, EP

## Prêmios e indicações

### Prêmio Açorianos
| Ano  | Categoria       | Indicação                                 | Resultado |
| ---- | --------------- | ----------------------------------------- | --------- |
| 2011 | Menção Especial | Apocalypse (pelos 25 anos)                | Venceu    |
| 2011 | DVD do Ano      | Apocalypse - The 25th Anniversary Concert | Indicado  |